# لیلیا نورتودینووا
لیلیا نورتودینووا (روسی: Лилия Фоатовна Нурутдинова؛ زادهٔ ۱۵ دسامبر ۱۹۶۳) دونده اهل اتحاد جماهیر شوروی سوسیالیستی است.
وی در مسابقات بین‌المللی در مجموع برندهٔ ۲ مدال طلا و ۱ مدال نقره شده‌است. 